# Tuổi thọ công trình

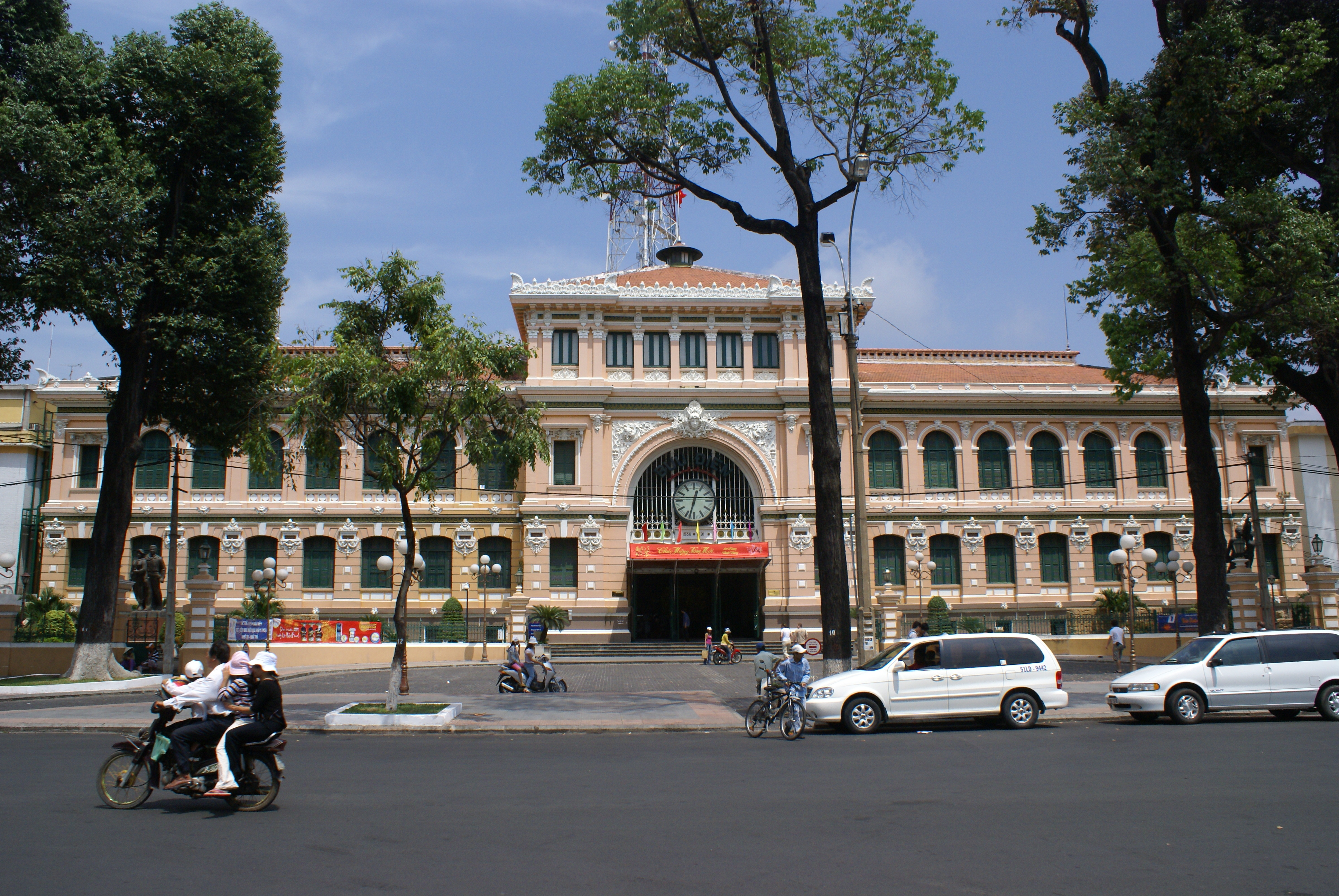
Bưu điện Sài Gòn, xây từ thời Pháp thuộc, hiện nay vẫn đang được sử dụng

Tuổi thọ công trình là thời gian một công trình kiến trúc ở trong tình trạng chất lượng bảo đảm về công năng sử dụng, về sự bền vững và những yêu cầu về an toàn. Tuổi thọ công trình xây dựng thường được tính từ thời điểm công trình được đưa và khai thác (sau khi hoàn tất việc xây dựng hay sau một sửa đổi lớn) cho tới khi chuyển sang trạng thái giới hạn. Tuổi thọ một công trình thường phụ thuộc vào cá yếu tố như vật liệu xây dựng, thiết kế, kỹ thuật thi công...